# Karl Andreas Hofmann
Karl Andreas Hofmann (* 2. April 1870 in Ansbach; † 15. Oktober 1940 in Berlin-Charlottenburg) war ein deutscher Chemiker und Geheimer Regierungsrat.

## Leben und Werk
Hofmann studierte in München bei Adolf von Baeyer Chemie und promovierte 1892 bei ihm. Er lehrte bis 1910 in München, später in Tübingen und an der Technischen Hochschule Charlottenburg.
Im Jahre 1900 entdeckte er radioaktive Bleiisotope und stellte 1934 erstmals Erbium als reines Metall her. 1906 wurde er korrespondierendes Mitglied der Bayerischen Akademie der Wissenschaften. Im Jahr 1933 wurde er zum Mitglied der Leopoldina gewählt. Seit 1925 war er ordentliches Mitglied der Preußischen Akademie der Wissenschaften.
Ein von ihm begründetes Lehrbuch der Anorganischen Chemie erlebte zahlreiche Neuauflagen und war über Jahrzehnte hinweg ein Standardwerk.
Hofmann war seit 1900 mit Emma von Burger verheiratet. Aus der Ehe gingen fünf Kinder hervor. Sein Sohn Ulrich Hofmann (1903–1986) war Professor für anorganische Chemie in Heidelberg.
Karl Hofmann starb 1940 im Alter von 70 Jahren in Berlin. Er wurde auf dem Friedhof Heerstraße im heutigen Ortsteil Berlin-Westend beigesetzt (Grablage: 20-A-59). Das Grab ist nicht erhalten.

## Werke
- Lehrbuch der Anorganischen Chemie. – 2. Aufl. – Braunschweig: Vieweg, 1919. Digitalisierte Ausgabe der Universitäts- und Landesbibliothek Düsseldorf